# Limbourg
Limbourg (valonski Limbôr, nizozemski i njemački:Limburg) je grad u Belgiji u valonskom dijelu zemlje, koji upravno spada pod pokrajinu Liège. Grad je u prošlosti bio prijestolnica Vojvodstva Limburg. Nalazi se na rijeci Vesdre.

## Povijest
Područje općine sastoji se od dva dijela, donjeg grada koji je postao trgovačko i industrijsko središte, te gornjeg grada gdje se nalaze povijesne građevine te dvorac.

Dvorac je sagrađen negdje oko 1000. godine. Njegovi prvi stanovnici bili su limburški grofovi, koji su pripadali dinastiji Arlon. Ovo mjesto, kao glavni grad nekad snažnog Vojvodstva Limburg, igralo je veliku ulogu u povijesti ove regije. Godine 1288., nakon smrti zadnjeg limburškog vojvode, izbio je nasljedni rat kod Worringena blizu Kölna, između kölnskog kneza biskupa i brabantskog vojvode. Iz ovog rata brabantski vojvode izlaze kao pobjednici, te od tad nose i titulu limburškog vojvode.Prolaskom stoljeća, ovaj grad pada u zaborav.
U 19. stoljeću u donjem dijelu grada, uzduž rijeke Vesdre razvija se industrija vune. Godine 1887., belgijski kralj Leopold II. otvara branu na rijeci Gileppe blizu grada.

## Vanjske poveznice
- Službena stranica